# 祈帊

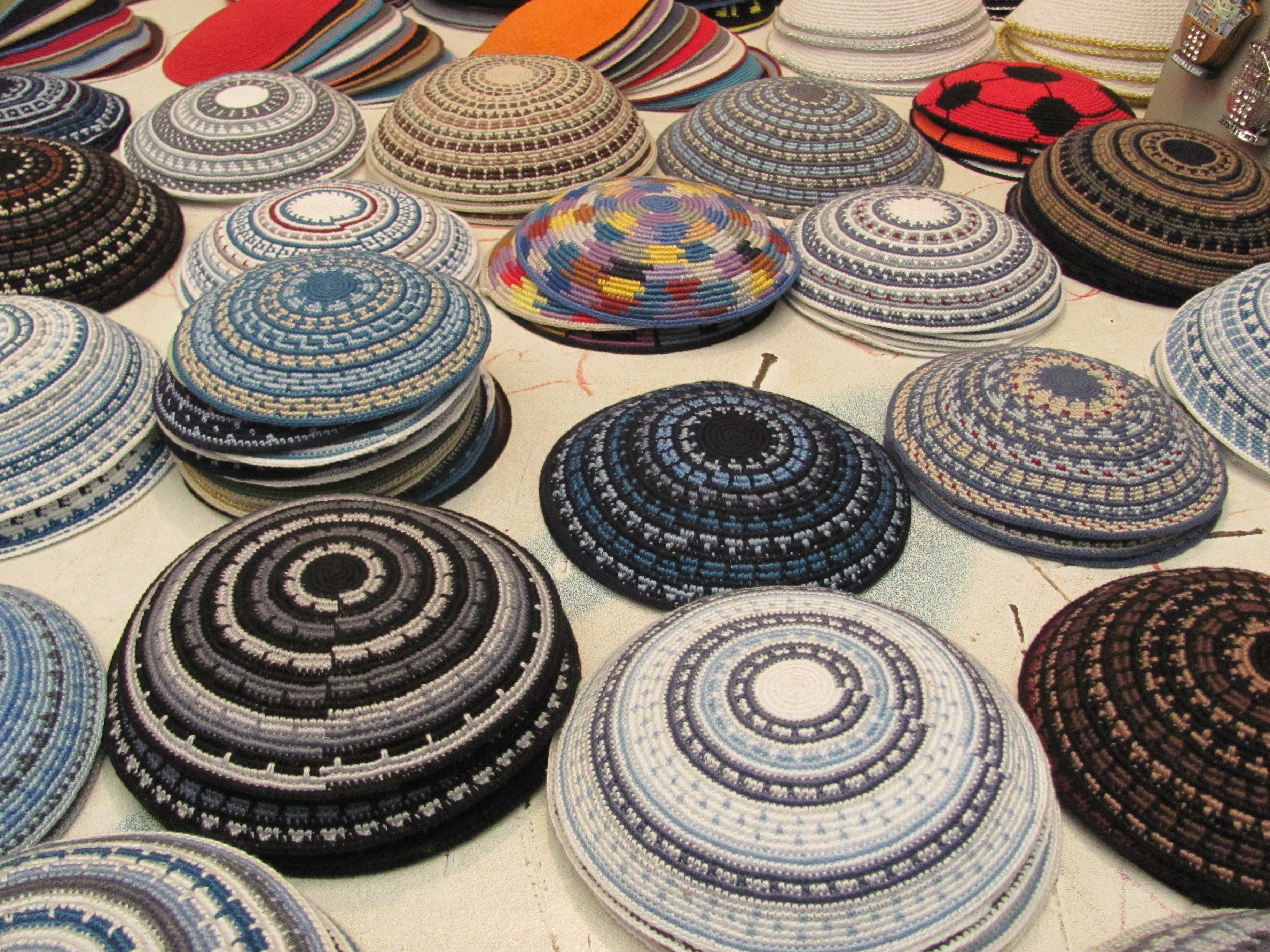
耶路撒冷當地出售的祈帊

祈帊 （Kippah）是猶太人男性所佩帶的一張薄布料或羊毛紡織製成的頭飾，用髮夾固定。

## 源由
今天佩帶祈帊原因有：
- 承認上帝是在人類之上、
- 接受猶太教613誡律、
- 證明是猶太人、
- 表露所有猶太人是祭司。

## 傳統
猶太教因教派不同，令其教派男性所佩帶的祈帊和以及祈帊的主要材料有所不同。
- 錫安主義的猶太教，男信徒所佩帶的祈帊是用羊毛鉤針紡織製成，強調他們是神圣的以色列子民；
- 傳統派猶太人男性，佩帶的祈帊是用絨毛革製造，顏色以天藍色為主色，藍色屬天空和海水的顏色有聖化的印記；
- 哈雷廸猶太人男性，所使用的祈帊是用黑天鵝絨毛紡織，黑色屬神勇之意；
- 保守派猶太人男性佩帶的祈帊是綢緞編製，白色屬聖潔之意。